# Gnosi
Il termine gnòsi (o ghnòṡi, dal greco antico γνῶσις, gnôsis, «conoscenza», derivante dal tema di γιγνώσκω «conoscere») è un vocabolo comune il cui significato originario era "conoscenza", o sapienza (sophia).

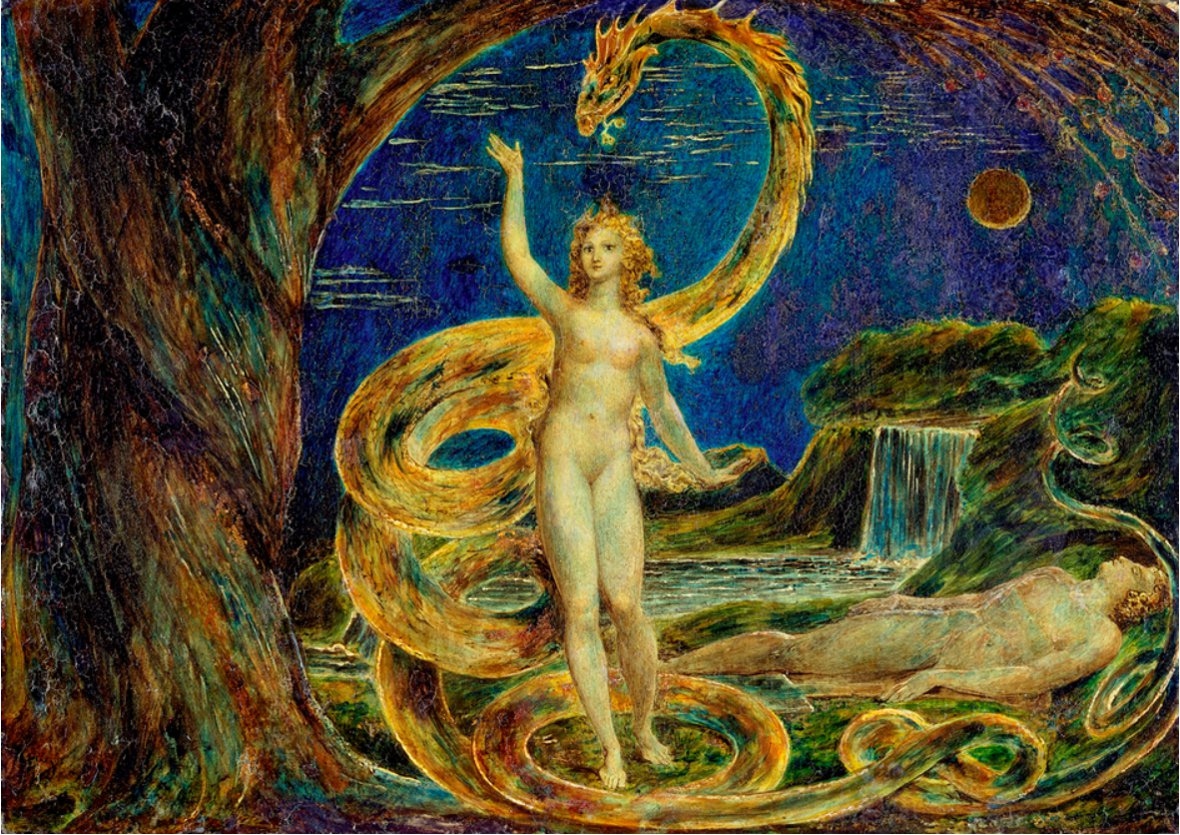
Eva e il Serpente, in un dipinto di William Blake (1799): nella cosmologia gnostica, Eva è una personificazione della Sophia o Gnosi, la madre divina che rappresenta la sapienza quale aspetto (femminile) di Dio.

Nella scienza delle religioni, la parola gnosi assume un significato particolare, in quanto indica una forma speciale di conoscenza religiosa, che non procede da contenuti di fede acquisiti per intermediazione, né a partire da principi o postulati, ma si realizza come accesso diretto al divino, mediante una sorta di illuminazione interiore, al termine di un cammino, spesso misterico, che garantisce il raggiungimento della salvezza spirituale agli iniziati. 
Elemento caratteristico della gnosi è il carattere occulto o nascosto della sapienza, accessibile solo attraverso un arduo percorso di ascesi, perché derivante dal forte dualismo tra spirito e materia, anima e corpo, luce e tenebre.
Presente in varie tradizioni religiose e culturali (quali induismo, buddismo, e nelle forme cabbalistiche dell'ebraismo e sufistiche dell'islamismo), la gnosi non va identificata o ricondotta esclusivamente allo gnosticismo, termine che, nello specifico, designa un complesso fenomeno di movimenti religiosi ereticali del cristianesimo dei primi secoli, dei quali la gnosi costituiva una componente fondamentale.

## Caratteristiche
Nella gnosi (variamente interpretata come conoscenza, illuminazione, salvezza, emancipazione, o unicità con Dio), l'accento viene posto sull'aspetto interiore del cammino di ricerca e conoscenza di Dio, mentre viene trascurato l'aspetto esteriore delle opere e della pratica della fede. La gnosi ha, quale elemento caratteristico, una visione duale tra la sfera spirituale e quella materiale dell'esperienza, che distingue, in modo netto e inconciliabile, tra spirito e materia, anima e corpo. 
Gli esiti finali a cui può condurre tale visione dualistica sono molteplici, fino ad atteggiamenti etici anche opposti: ad esempio, può condurre alla rinuncia agli aspetti materiali dell'esperienza esistenziale, mediante rifugio nell'ascetismo, oppure può indurre l'uomo ad atteggiamenti di totale abbandono e trasgressione della legge morale comune.

## Presenze nei culti orientali e nelle religioni adamitiche

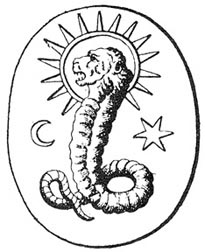
Serpente dal volto di leone, detto glicone, uno dei simboli gnostici della sapienza divina.

Forme di gnosi sono state individuate in molti culti e tradizioni spirituali del mondo: ad esempio, la si ritrova in molte religioni orientali, come l'induismo, il buddismo o, in particolare, in Babilonia-, ma è presente e assume rilievo anche in talune tradizioni del monoteismo ebraico e islamico, oltre che, fino al III secolo, in alcune correnti minoritarie del cristianesimo delle origini, nate dalle prime interazioni con il mondo filosofico e religioso greco-romano. Queste ultime, nel loro complesso, vengono raggruppate sotto la definizione di gnosticismo, un complesso di molteplici correnti spirituali e dottrinarie, variegate e composite, prive di una direzione comune, che diedero vita a un fenomeno religioso osteggiato come eretico da parte di numerosi Padri della Chiesa, apologisti ed eresiologi, che ne fecero bersaglio di polemiche e confutazioni.